# Hans Denissen
Hans Denissen (Tilburg, 9 maart 1984) is een Nederlands voetballer die als aanvaller speelt.
Denissen begon zijn carrière bij Willem II en ging daarna spelen bij RBC Roosendaal, MVV, Ayia Napa FC, FC Haka Valkeakoski en FC Emmen.
In het seizoen 2011/2012 vond hij geen club. Hij ging naar de beloftes van Willem II om aan een maatschappelijke carrière te beginnen. Begin 2012 tekende hij voor twee seizoenen bij San Antonio Scorpions dat uitkomt in de North American Soccer League. Naast het voetbal zette Denissen zich in voor Morgan's Wonderland, waar hij 2 jaar Paralympische en leger veteranen hoofdtrainer (STRAPS) in SA, Texas is geweest. Op 4 januari 2014 werd bekend dat hij ging spelen bij New York Cosmos. In 2015 speelt hij voor Atlanta Silverbacks. Nadat bekend werd dat de Silverbacks de activiteiten staakte, ging hij vanaf oktober 2015 voor de indoor voetbalclub Milwaukee Wave spelen in de Major Arena Soccer League, waar ze in 2019 wereldkampioen werden onder leiding van Denissen als speler en assistent coach. Door Covid-19 en het plotselinge overlijden van zijn schoonvader in Nederland, is er een abrupte stop gekomen in zijn buitenlands voetbal avontuur eind 2020. Terug in Nederland, is hij de eigenaar en oprichter van 'Jungersports', dat zich geheel focust op personal training en coaching waar Denissen helpt om iedereen energiek, fit en vitaal door het leven te laten gaan en om te proberen de beste versie van zichzelf te worden.
Major Arena Soccer League World Champions 2019 eerste jaar als assistent-coach. 
Gekozen tot de beste speler van het jaar 2013 NASL beste XI. 
Garrison Award ontvangen, Speler van het jaar 2013 San Antonio Scorpions.
Speler van de maand juni van de gehele NASL 2013. 
Won het reguliere NASL Championship-seizoen 2012. 
Spelers van STRAPS geselecteerd voor het Paralympics USA-team 2012-2013. 
Beste Speler van het FIFPro Toernooi 2011. 
Speler van het jaar FC Emmen 2009/2010. 
Europa league gespeeld vs AS Monaco.
In 2005 was hij invaller in een officieuze wedstrijd van het Nederlands voetbalelftal onder 21.

## Clubstatistieken
| Seizoen                        | Club                  | Land             | Competitie                   | Duels | Goals |
| ------------------------------ | --------------------- | ---------------- | ---------------------------- | ----- | ----- |
| 2003/04                        | Willem II             | Nederland        | Eredivisie                   | 4     | 1     |
| 2004/05                        | Willem II             | Nederland        | Eredivisie                   | 16    | 2     |
| 2005/06                        | Willem II             | Nederland        | Eredivisie                   | 5     | 1     |
| 2006/07                        | RBC Roosendaal        | Nederland        | Eerste divisie               | 18    | 4     |
| 2007/08                        | MVV                   | Nederland        | Eerste divisie               | 16    | 0     |
| 2008/09                        | Ayia Napa FC          | Cyprus           | A Divizion                   | -     | -     |
| 2009/10                        | FC Haka               | Finland          | Veikkausliiga                | 5     | 0     |
| 2009/10                        | FC Emmen              | Nederland        | Eerste divisie               | 32    | 12    |
| 2010/11                        | FC Emmen              | Nederland        | Eerste divisie               | 31    | 5     |
| 2012                           | San Antonio Scorpions | Verenigde Staten | North American Soccer League | 25    | 4     |
| 2013                           | San Antonio Scorpions | Verenigde Staten | North American Soccer League | 21    | 12    |
| 2014                           | New York Cosmos       | Verenigde Staten | North American Soccer League | 11    | 0     |
| 2015                           | Atlanta Silverbacks   | Verenigde Staten | North American Soccer League | 11    | 1     |
| Totaal                         | Totaal                | Totaal           | Totaal                       | 195   | 42    |
| Bijgewerkt tot 9 februari 2016 |                       |                  |                              |       |       |